# Филиппинский институт вулканологии и сейсмологии
Филиппинский институт вулканологии и сейсмологии (филипп. Surian ng Pilipinas sa Bulkanolohiya at Sismolohiya, англ. Philippine Institute of Volcanology and Seismology (PHIVOLCS)) — филиппинский национальный институт, занимающийся изучением вулканической активности, землетрясений и цунами и оповещением жителей о возможных последствиях этих стихийных бедствий. Является агентством Министерства науки и технологий Филиппин.

## История
Одним из предшественников Филиппинского института вулканологии и сейсмологии является Филиппинское погодное бюро (англ. Philippine Weather Bureau), созданное в 1901 году. Оно проводило мониторинг землетрясений в стране и вело каталог землетрясений, произошедших в те времена. В 1972 году в соответствии с президентским указом Филиппинское погодное бюро было реорганизовано в Филиппинское управление геофизических и астрономических служб (англ. Philippine Atmospheric Geophysical and Astronomical Services Administration), при этом была создана сеть из 12 станций для мониторинга землетрясений в стране.
Другим предшественником института является Комиссия по вулканологии (англ. Commission on Volcanology), созданная в 1952 году после катастрофического извержения вулкана Хибок-Хибок.
В 1982 году Комиссия по вулканологии была реорганизована, включив в себя Филиппинское управление геофизических и астрономических служб, и на их базе был образован Филиппинский институт вулканологии и сейсмологии.

## Классификация вулканов Филиппин
Филиппинский институт вулканологии и сейсмологии подразделяет вулканы, расположенные на территории Филиппин, на три категории: активные, потенциально активные и неактивные.

### Активные вулканы
К активным относят вулканы, извержения которых произошли в течение последних 600 лет и зафиксированы человеком, либо вулканы, последняя активность которых по данным радиоуглеродного анализа не превышает 10 000 лет.

### Потенциально активные вулканы
Потенциально активные вулканы — вулканы, морфологически выглядящие молодо, но извержения которых человеком не зарегистрированы.

### Неактивные вулканы
Извержения неактивных вулканов человеком не зарегистрированы, а их поверхность в значительной степени подверглась воздействию водяной и ветровой эрозии.